# 대승아비달마집론
《대승아비달마집론(大乘阿毗達磨集論)》(산스크리트어: Mahāyānābhidharma-samuccaya)는 미륵보살과 함께 인도불교의 유식학(唯識學) 총 3기 중 제1기의 논사인 무착(無着: 300?~390?)이 지은 논서로, 당(唐)의 현장(玄奘: 602~664)의 한역본이 있다. 총 7권 2분(分) 8품(品) 구성되어 있다.
별칭으로 《대법론(對法論)》 또는 《아비담집론(阿毗曇集論)》이라고도 하며, 약칭하여 《아비달마집론(阿毘達磨集論)》 또는 《집론(集論)》이라고도 한다.
《집론》은 유식유가행파의 교의를 아비달마적으로 분류해서 해설하고 있으며, 아비달마의 특징을 이루는 제법분별(諸法分別) 즉 법상(法相)에 관한 학설을 거의 모두 망라하고 있다. 그리고 《집론》에서 설해진 많은 부분은 《유가사지론》과 《현양성교론》에도 들어 있다. 법상을 이루는 개별 요소들인 갖가지 법들의 명칭 · 정의 · 체계 등이 잘 나타나 있고 설명되어 있어서 《집론》의 주석서에 해당하는 《대승아비달마잡집론(大乘阿毗達磨雜集論)》과 함께 여러 다른 논서들에서 옛날부터 널리 인용되었다.
《집론》의 주석서에 해당하는 《대승아비달마잡집론》은 법상종(法相宗)의 소의 논서인 11론(十一論) 가운데 하나인데, 무착의 동생이자 제자인 사자각(師子覺)이 《집론》에 대해 붙인 주석 또는 해석을 안혜가 《집론》의 내용과 합하여 편찬한 것이다.

## 참고 문헌
- 고려대장경연구소 (K0572 (T.1605)). 《대승아비달마집론 해제》. 2013년 1월 13일에 확인. |title=에 외부 링크가 있음 (도움말)
- 무착 지음, 현장 한역, 이한정 번역 (K.572, T.1605). 《대승아비달마집론》. 한글대장경 검색시스템 - 전자불전연구소 / 동국역경원. K.572(16-157), T.1605(31-663). |title=에 외부 링크가 있음 (도움말)
- 운허.  동국역경원 편집, 편집. 《불교 사전》. |title=에 외부 링크가 있음 (도움말)
- 황욱 (1999). 《무착[Asaṅga]의 유식학설 연구》. 동국대학원 불교학과 박사학위논문.
- (중국어) 무착 조, 현장 한역 (T.1605). 《대승아비달마집론(大乘阿毘達磨集論)》. 대정신수대장경. T31, No. 1605, CBETA. |title=에 외부 링크가 있음 (도움말)
- (중국어) 星雲. 《佛光大辭典(불광대사전)》 3판. |title=에 외부 링크가 있음 (도움말)